# Long Live the King
Pour plus de détails, voir Fiche technique et Distribution.
Long Live the King (hangeul : 롱 리브 더 킹: 목포 영웅 ; RR : Rong Ri-beu Deo King; Mok-po Yeong-ung, ; litt. « Vive le roi : le héros de Mokpo ») est un film sud-coréen réalisé par Kang Yoon-seong, sorti en 2019.
Il s'agit de l'adaptation du webtoon éponyme de Beodeunamoosoop, publié le 9 janvier 2015.
Il totalise plus d'un million d'entrées au box-office sud-coréen de 2019.

## Synopsis
Jang Se-chool (Kim Rae-won) est un gangster, amoureux de Kang So-hyeon (Won Jin-ah) depuis trois ans, même si elle le repousse. Un jour, pour le faire abandonner définitivement, elle lui dit qu'elle veut être Première dame du pays. Jang Se-chool est déconcerté par ce commentaire. Pendant ce temps, son ami Jeong Choon-taek, condamné à mort, voit sa date d'exécution fixée. Personne ne peut le sauver sauf peut-être le président sud-coréen qui a le pouvoir de l’amnistier. Pour épouser Kang So-hyeon et sauver son ami, Jang Se-chool décide de devenir président.

## Fiche technique
Sauf indication contraire ou complémentaire, les informations mentionnées dans cette section peuvent être confirmées par la base de données KMDb
- Titre original : 항거:유관순 이야기
- Titre international : Long Live the King
- Réalisation et scénario : Kang Yoon-seong
- Musique : Mowg
- Direction artistique : Kim Seong-gyu
- Costumes : Kim Gyeong-mi
- Photographie : Kim Tae-soo
- Son : Gong Tae-won
- Montage : Heo Sun-mi et Jo Han-ul
- Production : Jang Won-seok
- Société de production : B.A. Entertainment
- Société de distribution : Megabox Plus
- Pays de production :  Corée du Sud
- Langue originale : coréen
- Format : couleur
- Genres : action, drame
- Durée : 118 minutes
- Date de sortie :
  - Corée du Sud : 19 juin 2019

## Distribution
- Kim Rae-won : Jang Se-chool
- Won Jin-ah : Kang So-hyeon
- Jin Seon-kyu : Jo Kwang-choon
- Choi Gwi-hwa : Choi Man-soo
- Choi Mu-seong (en) : Hwang Bo-yoon
- Ju Jin-mo : So-pal
- Im Hyung-joon : Han Man-sub
- Hong Ki-joon : Jung Chul-min
- Choi Jae-hwan : Ho-tae
- Cha Yub : Geun-bae

## Production
Après le succès de son premier long métrage The Outlaws (범죄도시, 2017), le réalisateur Kang Yoon-seong a reçu un scénario de Ryu Kyung-seon du webtoon original, et a décidé d'en faire un second film.

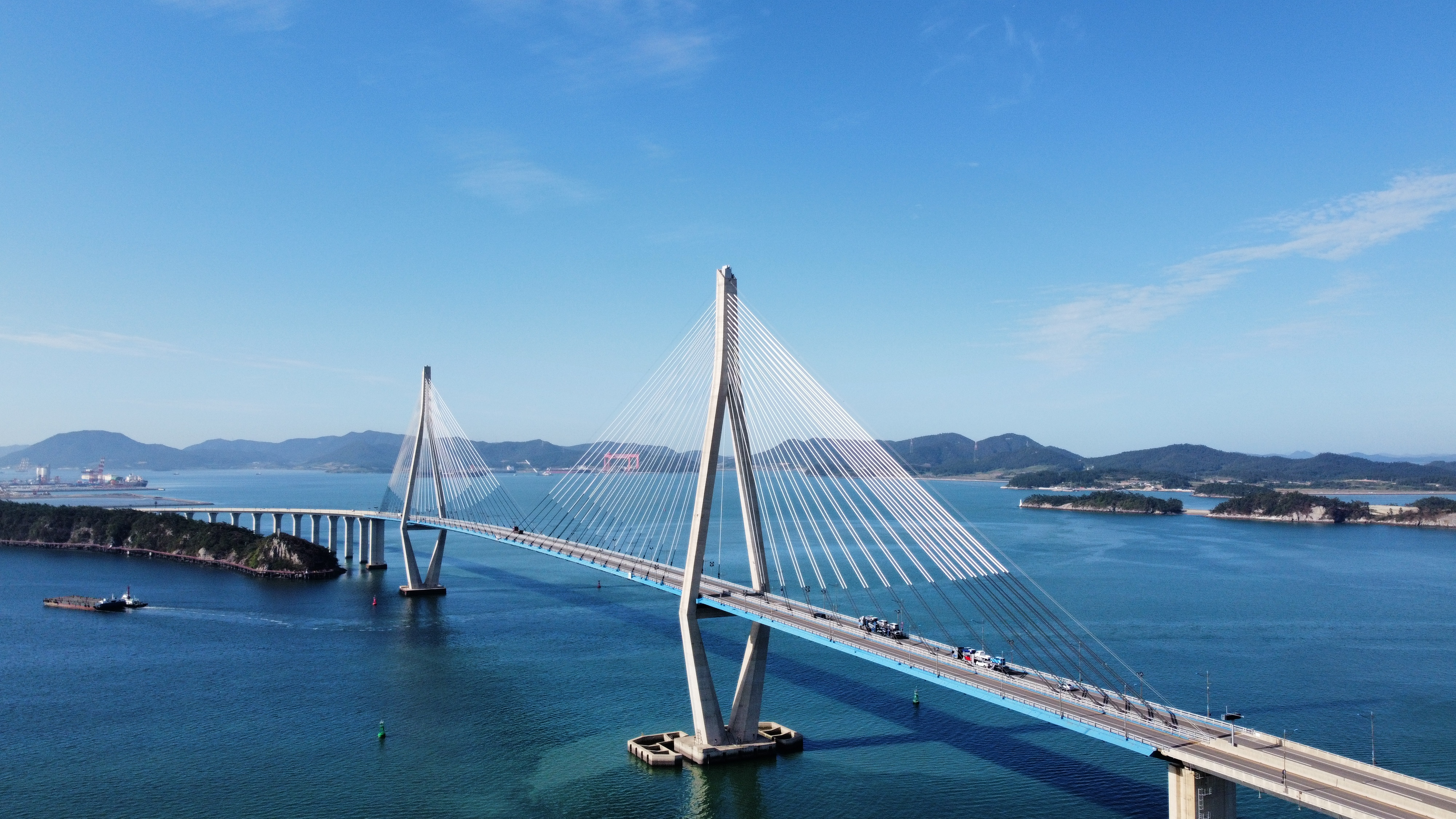
Le pont de Mokpo.

Le tournage commence le 9 octobre 2018, partiellement à Mokpo (Jeolla du Sud), pour le pont sur l'île de Yeongjong et dans la ville de Goyang (Gyeonggi),, ainsi que la gare et le mont Yudal pendant un mois et demi. Les prises de vues se terminent le 12 janvier 2019, à Gunsan (Jeolla du Nord) et à Séoul.

## Accueil
Long Live the King sort le 19 juin 2019, en Corée du Sud.